# Grupo Globo
Grupo Globo (früher bekannt als Organizações Globo) ist ein brasilianisches Medienkonglomerat, gegründet 1925 von Irineu Marinho (1876–1925) in Rio de Janeiro. Die Gruppe ist mit rund 24.000 Beschäftigten (2012) das größte Medienunternehmen in Südamerika. Bis 2011 konnte das Unternehmen den Umsatz stetig steigern, was vor allem auf die strategische Ausrichtung auf elektronische Medien und die hohen Einnahmen aus dem Werbemarkt in der Fernsehsparte zurückzuführen war.
Zur Globo-Gruppe zählen Pay-TV-Sender, Zeitschriften, Radio, Filmproduktionen, Zeitungen und Immobilien, den meisten Gewinn erzielt sie aus dem TV-Netzwerk Rede Globo mit Telenovelas.

## Historie

### Beginn
Zu Beginn der Erfolgsgeschichte stand die 1911 gegründete Zeitung A Noite durch den Journalisten Irineu Marinho. Mit dem Erfolg der Zeitung, die am späten Nachmittag in Rio de Janeiro herauskam, beschloss Marinho 1925 die morgens täglich erscheinende O Globo zu verlegen. Nach seinem plötzlichen Tod nur wenige Wochen nach dem Start von O Globo, war es sein Sohn, Roberto Marinho, der 1931 die Leitung des Unternehmens nach einer Übergangszeit übernahm. Daraus entstanden mit der Zeit, zunächst 1944 das Globo Rádio und 1965 Globo TV als kommerzielles TV-Netzwerk. Unter der Militärdiktatur begann schließlich der Aufstieg des Medienimperiums.
Mit Globo TV ist heute das Familienunternehmen mit einer Reichweite von 99,99 Prozent der größte Sender Brasiliens. Darüber hinaus mischt das Unternehmen kräftig im Markt für Filmproduktionen mit und hat in seinem schwer durchschaubaren Beteiligungsgeflecht ebenfalls Einfluss in der Musikindustrie.

### Vertrag mit Time Life
Wegen fehlender finanzieller Mittel unterschreiben 1962 die US-amerikanische Time Life und Rede Globo ein Joint-Venture-Abkommen. Der Vertrag verpflichtete 30 Prozent seines Gewinns an Time Life abzugeben. Als Gegenleistung erhielt der Sender einen Kredit über umgerechnet etwa 20 Millionen Euro sowie umfangreiche technische Unterstützung. Dies widersprach der brasilianischen Verfassung, weil ausländische Direktinvestitionen in Medienunternehmen verboten sind. Doch die Regierung ließ dies trotzdem zu. Das Abkommen stand auch im Widerspruch zur Geschäftspolitik des Gründers Irineu Marinho. Er hatte selbst lange gegen die Beteiligung ausländischen Kapitals an brasilianischen Unternehmen gekämpft. Auf Druck der Opposition musste Globo 1968 den Vertrag mit Time Life kündigen und der Sender wurde nationalisiert; der Joint-Venture-Partner ausbezahlt. Dennoch gelang es Roberto Marinho innerhalb kurzer Zeit die erste nationale Senderkette zu etablieren.

### Digitalzeitalter
1995 erschuf Marinho mit der Einweihung von „Projac“ (Projeto Jacarepaguá) das größte TV- und Film Produktionszentrum Lateinamerikas. Auf 1,6 Millionen Quadratmetern stehen zehn TV-Studios, sieben Produktionseinheiten und die neueste Digitaltechnik zur Verfügung. Gedacht dazu, das schlechte Image aus den Jahren der Militärdiktatur aufzupolieren, geschieht genau das Gegenteil. Vorwürfe werden laut, der Bau sei illegal gewesen, da er mit Subventionen der Regierung unterstützt wurde.
Seit dem Tod von Roberto Marinho 2003 leiten seine drei Söhne, Roberto Irineu Marinho, João Roberto Marinho, und José Roberto Marinho den Mediengiganten. Im Mai 2013 brachte ZenitOptimedia eine Studie heraus, wonach die Grupo Globo auf einer Liste mit den weltweit führenden Medienunternehmen den 17. Platz besetzt.

## Unternehmensstruktur
Grupo Globo besteht heute aus acht Unternehmen:
- Infoglobo (Zeitungen, Magazine)[8]
- SGR – Sistema Globo de Rádio (Rundfunk)[9]
- Editora Globo (Verlag)[10]
- Rede Globo (TV Netzwerk)[11]
- som livre[12]
- Globosat (Pay-TV)[13]
- globo.com (Webseiten)[14]
- zap (Immobilien)[15]